# NGC 3880
NGC 3880 (również PGC 36712) – galaktyka eliptyczna (E), znajdująca się w gwiazdozbiorze Wielkiej Niedźwiedzicy. Odkrył ją John Herschel 29 kwietnia 1827 roku.